# 8월의 고래
8월의 고래(The Whales Of August)는 미국에서 제작된 린지 앤더슨 감독의 1987년 영화이다. 베티 데이비스 등이 주연으로 출연하였고 마이크 E. 카플란 등이 제작에 참여하였다.

## 출연

### 주연
- 베티 데이비스
- 릴리언 기시

### 조연
- 빈센트 프라이스
- 앤 소던
- 해리 커리 쥬니어

## 제작진
- 미술: 조셀린 허버트
- 의상: 루디 딜론
- 의상: 줄리 웨이스